# Phylas (Dryopia)
Phylas (altgriechisch Φύλας Phýlas), König der Dryoper, ist eine Gestalt der griechischen Mythologie.
Da er sich gegen das Heiligtum von Delphi vergangen hatte, zog Herakles mit den Maliern gegen ihn zu Felde. Phylas starb durch die Hand des Halbgottes. Die Dryoper mussten künftig dem delphischen Apollon dienen, und ihr Land fiel an die Malier. Herakles entführte die Tochter des Phylas, Meda, als Kriegsbeute; sie brachte später Antiochos zur Welt, den Stammvater der Phyle Antiochis.
Auffallend ist hier die Ähnlichkeit der Erzählung mit jener von Herakles und Phylas, dem König des antiken Ephyra.